# Ли, Джейсон Скотт
Дже́йсон Скотт Ли (англ. Jason Scott Lee; родился 19 ноября 1966 года, Лос-Анджелес, Калифорния) — американский актёр китайско-гавайского происхождения. Известен по фильму «Дракон: История жизни Брюса Ли», где сыграл самого Брюса Ли.

## Биография
Джейсон Скотт Ли родился 19 ноября 1966 года в городе Лос-Анджелесе, в семье Сильвии и Роберта Ли. Помимо Джейсона, в семье также было трое братьев и одна сестра. В возрасте двух лет Джейсон с родителями переехал на Гавайи на остров Оаху, где его отец получил работу моряка. В 19 лет Ли вернулся в Лос-Анджелес и вскоре записался на актёрские курсы.
В середине 1990-х, Ли имел несколько ролей в художественных фильмах. В то время он не имел ещё статуса звезды, но всё равно продолжал получать значительные роли. Самая главная его роль в фильме «Дракон: История жизни Брюса Ли», ему предстояло сыграть самого Брюс Ли. Для этой роли он изучал боевое искусство Джит Кун-До, созданное самим Брюсом, обучал Скотта бывший студент Брюса Ли, Джерри Потит.
В 2005 году снялся в успешном казахстанско-французском киноэпосе «Кочевник». В 2010 году снялся в сериале «Гавайи 5.0» в роли детектива Калео.

## Фильмография
| Год  | Фильм                                             | Оригинальное название                            | Роль               |
| ---- | ------------------------------------------------- | ------------------------------------------------ | ------------------ |
| 1987 | «Рождённый в восточном Лос-Анджелесе»             | Born In East L.A.                                | Эпизодическая роль |
| 1989 | «Назад в будущее 2»                               | Back To The Future 2                             | Эпизодическая роль |
| 1991 | «Вурдалаки 3: поход в колледж»                    | Ghoulies III: Ghoulies Go to College             | Кайл               |
| 1993 | «Карта человеческого сердца»                      | Map of the Human Heart                           | Эвик               |
| 1993 | «Дракон: История жизни Брюса Ли»                  | Dragon: The Bruce Lee Story                      | Брюс Ли            |
| 1994 | «Рапа Нуи»                                        | Rapa Nui                                         | Норо               |
| 1994 | «Книга джунглей»                                  | The Jungle Book                                  | Маугли             |
| 1997 | «Убийство в сознании»                             | Murder in Mind                                   | Холлоуэй           |
| 1998 | «Мумия: Принц Египта»                             | Tale of the Mummy                                | Райли              |
| 1998 | «Солдат»                                          | Soldier                                          | Кейн-607           |
| 2000 | «Арабские приключения»                            | Arabian nights                                   | Аладдин            |
| 2002 | «Лило и Стич»                                     | Lilo & Stitch                                    | Дэвид (озвучка)    |
| 2003 | «Дракула 2: Вознесение»                           | Dracula 2: Ascension                             | отец Уффици        |
| 2003 | «Патруль времени 2»                               | Timecop 2: The Berlin Decision                   | Райан Чан          |
| 2005 | «Дракула 3: Наследие»                             | Dracula III: Legacy                              | отец Уффици        |
| 2005 | «Кочевник»                                        | Көшпенділер                                      | Ораз               |
| 2005 | «Лило и Стич 2»                                   | Lilo & Stitch 2: Stitch Has a Glitch             | Дэвид (озвучка)    |
| 2007 | «Шары ярости»                                     | Balls of Fury                                    | Эдди               |
| 2008 | «Танец дракона»                                   | Dance of the Dragon                              | Ченг               |
| 2010 | «Гавайи 5.0»                                      | Hawaii Five-0                                    | Калео              |
| 2015 | «Седьмой сын»                                     | The Seventh Son                                  | Ураг               |
| 2016 | «Крадущийся тигр, затаившийся дракон: Меч судьбы» | Crouching Tiger, Hidden Dragon: Sword of Destiny | Дай                |
| 2020 | «Мулан»                                           | Mulan                                            | Бори Хан           |